# Contee della Corea del Sud
Le contee della Corea del Sud (in hangŭl 군, gun) rappresentano il 2 livello amministrativo della Corea del Sud. 
Dal 1º luglio 2014, giorno in cui è stata sciolta la contea di Cheongwon, nel Paese vi sono 82 contee. 

## Lista
- Contea di Boeun
- Contea di Bonghwa
- Contea di Boseong
- Contea di Buan
- Contea di Buyeo
- Contea di Changnyeong
- Contea di Cheongdo
- Contea di Cheongsong
- Contea di Cheongyang
- Contea di Cheorwon
- Contea di Chilgok
- Contea di Dalseong
- Contea di Damyang
- Contea di Danyang
- Contea di Eumseong
- Contea di Ganghwa
- Contea di Gangjin
- Contea di Gapyeong
- Contea di Geochang
- Contea di Geumsan
- Contea di Gijang
- Contea di Gochang
- Contea di Goesan
- Contea di Goheung
- Contea di Gokseong
- Contea di Goryeong
- Contea di Goseong (Gangwon)
- Contea di Goseong (Gyeongsang Meridionale)
- Contea di Gunwi
- Contea di Gurye
- Contea di Hadong
- Contea di Haenam
- Contea di Haman
- Contea di Hampyeong
- Contea di Hamyang
- Contea di Hapcheon
- Contea di Hoengseong
- Contea di Hongcheon
- Contea di Hongseong
- Contea di Hwacheon
- Contea di Hwasun
- Contea di Imsil
- Contea di Inje
- Contea di Jangheung
- Contea di Jangseong
- Contea di Jangsu
- Contea di Jeongseon
- Contea di Jeungpyeong
- Contea di Jinan
- Contea di Jincheon
- Contea di Jindo
- Contea di Muan
- Contea di Muju
- Contea di Namhae
- Contea di Okcheon
- Contea di Ongjin
- Contea di Pyeongchang
- Contea di Sancheong
- Contea di Seocheon
- Contea di Seongju
- Contea di Sinan
- Contea di Sunchang
- Contea di Taean
- Contea di Uiryeong
- Contea di Uiseong
- Contea di Ulju
- Contea di Uljin
- Contea di Ulleung
- Contea di Wando
- Contea di Wanju
- Contea di Yanggu
- Contea di Yangpyeong
- Contea di Yangyang
- Contea di Yecheon
- Contea di Yeoncheon
- Contea di Yeongam
- Contea di Yeongdeok
- Contea di Yeongdong
- Contea di Yeonggwang
- Contea di Yeongwol
- Contea di Yeongyang
- Contea di Yesan